# شهرستان هارنی (اورگن)
شهرستان هارنی، اورگن (به انگلیسی: Harney County, Oregon) شهرستانی در ایالات متحده آمریکا است که در اورگن واقع شده‌است.

## خصوصیات
شهرستان هارنی ۲۶٬۴۸۵٫۳۷ کیلومترمربع مساحت دارد.